# Салтевский, Михаил Васильевич
Михаил Васильевич Салтевский (8 ноября 1917, с. Григорьевка Усть-Тартасской волости Каинского уезда Томской губернии (ныне Венгеровского района Новосибирской области) — 23 августа 2009, Харьков, Украина) — советский и украинский правовед, криминалист, доктор юридических наук (1970), профессор (1972), заслуженный деятель науки и техники Украины (1998).

## Биография
В 1940 году окончил физико-математический факультет Томского учительского института по специальности физика и математика с присвоением квалификации и звание учителя с правом преподавания в первых семи классах средней школы (диплом № 482740, рег. № 906, от 5 августа 1940 года). В 1951 году окончил Харьковский юридический институт.
В 1940—1942 годах учительствовал в селе Поротниково Бакчарского района Новосибирской области (сейчас этот район входит в состав Томской области). Участник Великой Отечественной войны. В результате ранения был демобилизован, признан инвалидом 2-й группы.
С 1946 года — старший научный сотрудник, с 1953 года — заведующий отделом фотографических и физических исследований вещественных доказательств Харьковского научно-исследовательского института судебных экспертиз.
С 1962 года — доцент, с 1965 года — и. о. заведующего кафедрой криминалистики Харьковского юридического института.
Течение 1970—1988 годов — начальник кафедры криминалистики Киевской высшей школы МВД СССР. С 1988 по 2003 год — профессор кафедры криминалистики, судебной медицины и психиатрии Национальной юридической академии Украины имени Ярослава Мудрого.
В 1996 году возглавил лабораторию «Использование достижений науки и техники в борьбе с преступностью» НИИ изучения проблем преступности АПНУ (Харьков), с 1999 года — главный специалист этого института.

## Научная деятельность
Основные направления научных исследований — проблемы общей теории криминалистики, криминалистической идентификации, криминалистической техники.
Осуществил значительный вклад в развитие отдельных отраслей криминалистической техники: судебной фотографии, одорологии, судебной акустики.
Автор более 240 научных трудов и 3 авторских свидетельства на изобретения, ряда методик исследования вещественных доказательств, предложил новый метод измерительной фотографии и идентификации звукозаписывающих устройств, сконструировал судебно-метрический фотоаппарат ФСМ-1.
Воспитал ряд известных криминалистов, подготовил 3 докторов и 46 кандидатов юридических наук.

## Избранные труды
- «Идентификация и установление групповой принадлежности» (1965),
- «Вопросы судебной фотографии и киносъемки» (1974),
- «Криминалистическая одорология» (1976),
- «Собирание криминалистической информации техническими средствами на предварительном следствии» (1980),
- «Использование запаховых следов для раскрытия и расследования преступлений» (1982),
- «Специализированный курс криминалистики» (1987, в соавт.),
- «Криміналістика: у 2 ч.» (2001).

## Награды
- Орден Отечественной войны II степени,
- Орден Красной Звезды,
- Орден «За мужество»,
- Медаль «За отвагу»,
- Медаль «За освобождение Варшавы»,
- Медаль «За взятие Берлина»,
- Медаль «За победу над Германией в Великой Отечественной войне 1941—1945 гг.»
- Юбилейная медаль «50 лет Вооружённых Сил СССР»,
- Медаль «За доблестный труд».
- Лауреат премии Фонда юридической науки академика права В. В. Сташиса (2002),
- Отличник образования Украины.